# Franz Schwager
Franz Schwager (* 18. Jänner 1945; † 24. Dezember 2018 in Radlach) war ein österreichischer Politiker (TS zuvor FPÖ). Er war von 1989 bis 2009 Abgeordneter zum Kärntner Landtag.

## Ausbildung und Beruf
Schwager absolvierte nach dem Besuch der Volks- und Hauptschule eine Lehre als Kfz-Mechaniker. Schwager war Werksmechaniker bei AVE-Möbel und danach bis 1979 Angestellter der Firma ILBAU. Zwischen 1979 und 1989 arbeitete er als hauptamtlicher Bezirksgeschäftsführer der FPÖ im Bezirk Spittal an der Drau.

## Politik
Schwager trat 1966 in die FPÖ-Kärnten ein und war zwischen 1966 und 1973 als Bezirksjugendobmann des RFJ Spittal an der Drau aktiv. Er wirkte von 1973 bis 1985 als Gemeinderat in Steinfeld und war im Anschluss bis 1993 Vizebürgermeister. Ab 1993 übernahm Schwager das Amt des Bürgermeisters der Marktgemeinde, wurde jedoch bei der Gemeinderatswahl 2003 in der Bürgermeister-Stichwahl von seinem SPÖ-Konkurrenten Ewald Tschabitscher geschlagen. Danach war Schwager wieder Gemeinderat der FPÖ. Innerparteilich war Schwager von 1989 bis 2004 geschäftsführender Bezirksparteiobmann der FPÖ-Spittal.
Schwager war vom 21. April 1989 bis zum 23. März 2009 Abgeordneter zum Kärntner Landtag und der einzige Abgeordnete der FPÖ, der nach der Abspaltung des BZÖ bei der FPÖ verblieb. Dafür wurde er im Juni 2005 zum Landesparteiobmann der FPÖ-Kärnten gewählt und im März 2007 mit 87 Prozent wiedergewählt. Nach dem Scheitern der FPÖ bei der Landtagswahl in Kärnten 2009 schied Schwager aus dem Landtag aus.

## Privates
Schwager war geschieden und Vater eines Kindes.